# Иващенко, Евдокия Никитична
Евдокия Никитична Иващенко (1914 год, с. Вознесеновка, Актюбинский уезд — 1980 год, Актюбинск, СССР) — колхозница, председатель колхоза, Герой Социалистического Труда (1948).

## Биография
Родилась в 1914 году в селе Вознесеновка (ныне — Мартукский район, Актюбинская область, Казахстан).
В 1932 году окончила курсы трактористов, после чего на протяжении последующих 6 лет работала трактористкой в Мартукской МТС. В 1938 году была назначена бригадиром тракторной бригады.
В 1939 году была назначена заместителем директора Мартукской МТС. В этом же году вступила в КПСС. В 1942 году была назначена председателем колхоза «Крестьянин».
В 1947 году колхоз «Крестьянин» собрал по 11 центнеров зерновых с участка площадью 1135 гектаров. За эффективное управление колхозом она была удостоена в 1948 году звания Героя Социалистического Труда.
В 1947 году была избрана членом Актюбинского областного комитета КПСС. В 1948 году была избрана депутатом районного Совета народных депутатов.
С 1952 года последовательно работала заместителем председателя сельхозартели имени Кирова, управляющей отделением совхоза имени Дзержинского Актюбинской области, в Управлении внутренних дел города Актюбинска.
С 1959 года - на пенсии. Проживала в Актюбинске.
Скончалась в 1980 году.

## Награды
- Герой Социалистического Труда (1948)
- Орден Ленина (1948)
- Орден «Знак Почёта» (1945)
- Медаль «За доблестный труд в Великой Отечественной войне 1941—1945 гг.»